# Morita Shōgi 64
 (juin 2023).
Si vous disposez d'ouvrages ou d'articles de référence ou si vous connaissez des sites web de qualité traitant du thème abordé ici, merci de compléter l'article en donnant les références utiles à sa vérifiabilité et en les liant à la section « Notes et références ».
Morita Shōgi 64 (森田将棋64) est un jeu vidéo de société sorti en 1998 sur Nintendo 64 uniquement au Japon. Le jeu a été développé et édité par Seta.
La cartouche du jeu possède un port qui permet de brancher un modem RJ-42, permettant ainsi de se connecter à des serveurs (morts depuis) pour jouer en ligne.

## Plateforme
- Nintendo 64